# Cave Automatic Virtual Environment
La tecnología Cave Assisted Virtual Environment o CAVE, es un entorno de realidad virtual inmersiva. Se trata de una sala en forma de cubo en la que hay proyectores orientados hacia las diferentes paredes, suelo y techo. Dependiendo del resultado que se quiera obtener se proyectará la imagen a todas o sólo alguna de las paredes de la sala.

## La primera CAVE
Este entorno de realidad virtual fue creado por científicos de la Universidad de Illinois (Chicago), el Electronic Visualization Laboratory en 1991.

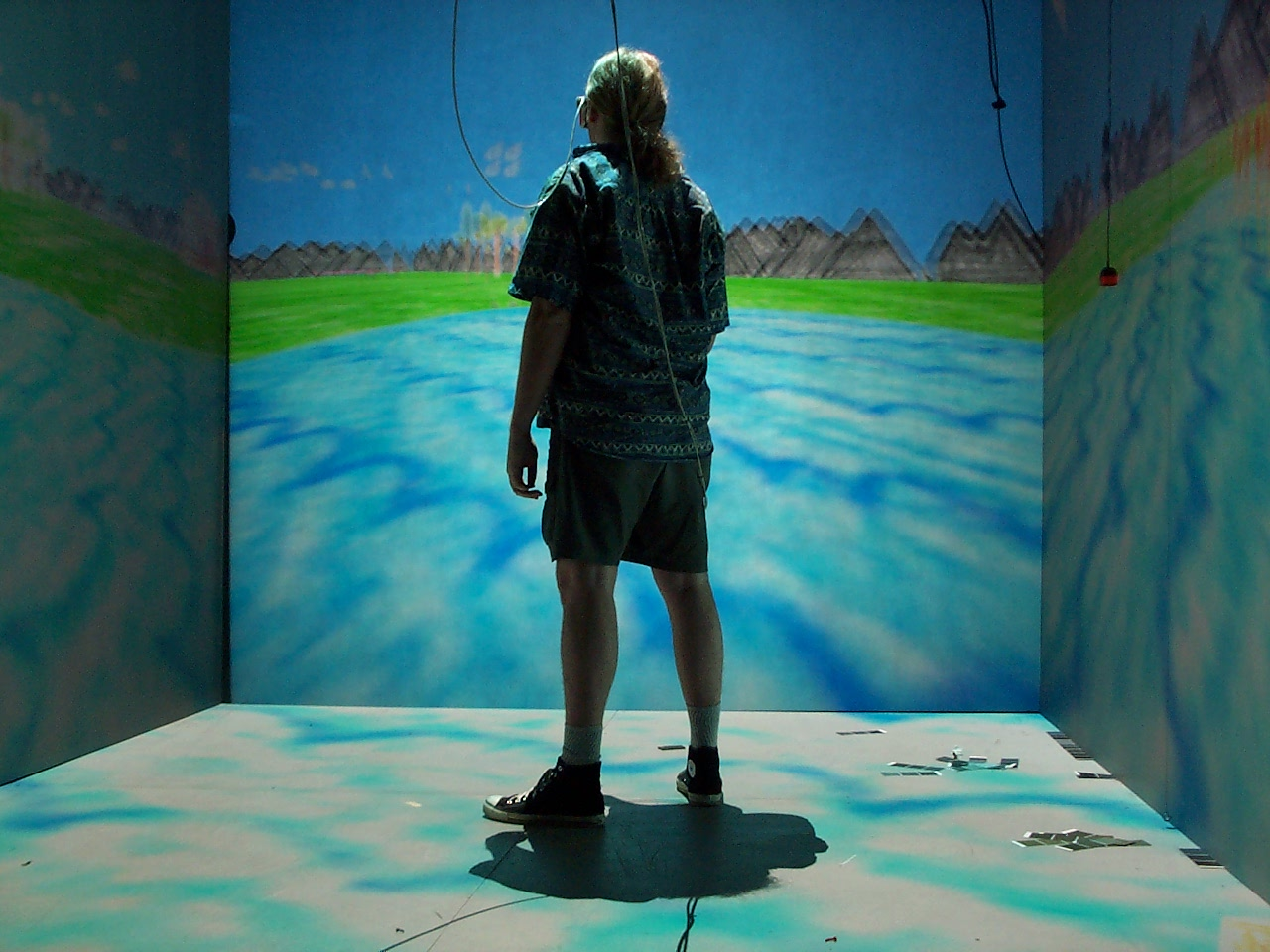
CAVE creada por la Universidad de Illinois.

En la imagen aparece una CAVE para la que se utilizó una sala con unas dimensiones de 10x10x10 y una sala oscura a su alrededor de 35x25x13. Esta sala oscura es necesaria para que alrededor de la CAVE no puede haber luz mientras se llevan a cabo proyecciones.
Las paredes de la CAVE están compuestas por pantallas proyectadas desde detrás, es decir, que la proyección se realiza sobre la parte trasera de la pantalla pero la imagen se ve a la parte frontal. Mientras que el suelo consiste en pantallas proyectadas desde arriba.
Las imágenes se proyectan desde proyectores de alta resolución sobre espejos, que reflejan las imágenes sobre las pantallas.
El usuario debe utilizar unas gafas especiales para poder ver los gráficos 3D generados. Así mismo podrá ver los objetos flotando en el aire y podrá pasear por su alrededor para poder ver el objeto desde todas las perspectivas.

## Aplicaciones
Los negocios, la industria, el gobierno, los museos e instituciones didácticas de prestigio utilizan la CAVE para investigación, exploración, crear prototipos de manera más rápida, ingeniería, diseño y marketing.